# Лица на Чернов
Лицата на Чернов са изобретени от приложния математик, статистик и физик Херман Чернов през 1973 г. Те показват многомерни данни във формата на човешко лице. Отделните лицеви части, като очи, уши, уста и нос, представят стойностите по съответните пространствени оси чрез тяхната форма, размер, разположение, и ориентация. Идеята за използването на лица е, че хората лесно разпознават лица и забелязват малки разлики без затруднения. Лицата на Чернов показват всяка променлива по различен начин. Тъй като чертите на лицата имат различна възприемана важност, начинът, по който размерностите се представят, трябва да бъде внимателно избран. Установено е например, че размерът на очите и наклонът на веждите имат значителна тежест.

## Детайли
Лицата на Чернов могат да бъдат показани като стандартна X – Y графика; лицата могат да бъдат позиционирани X – Y въз основа на двете най-важни променливи, а след това самите лица дават представа за размерите на всеки останал елемент. Едуард Тъфт, дискутирайки този вид диаграми, казва, че лице на Чернов ще „обобщи добре, поддържайки добра четливост даже в чертежни области от 0,05 квадратни инча, както е показано... с карикатурни лица и съответни числа, ставайки оразмерени данни, ще изглежда, че сме достигнали границата на графичната икономия на представяне, въображение, и нека се признае, ексцентричност“.

## Разширения

### Асиметрични лица
През 1981 г. Бернхард Флури и Ханс Ридвил предлагат „асиметрични“ лица на Чернов; тъй като лицето има вертикална симетрия (около оста y), лявата страна на лицето е идентична с дясната и по същество представлява загубено пространство – забележка, направена също от Тъфт. Можем с лявата част на лицето да представим един набор от данни от 18 променливи, и да използваме различен набор от данни за дясната страна на лицето. По този начин, на едно лице може да изобразим 35 различни измервания. Флури и Ридвил представят резултати, показващи, че такива асиметрични лица са полезни, например, при визуализиране на бази данни на еднояйчни близнаци, и че улесняват групирането по двойки. 

### Риба на Чернов
В книгата „Визуализиране на финансови данни“ (Visualizing Finanacial Data), (2016 г., ISBN 978-1-118-90785-6 ), Джули Родригес и Пьотр Качмарек използват „Черновска риба“, където различни части от схематичната риба се използват за кодиране на различни финансови детайли.

## В литературата
В романа на Питър Уотс от 2006 г. Blindsight има трансчовешки персонаж, използващ вариант на лицата на Чернов. Това се обяснява от персонажа като по-ефективен метод за представяне на данни, тъй като голяма част от човешкия мозък е посветена на разпознаването на лица.
В научнофантастичния разказ „Степени на свобода“ (Degrees of Freedom) от Карл Шрьодер лицата на Чернов се важна бъдеща технология, която поддържа комуникацията на сложни чувства и перспектива.

## Други източници
- Herman Chernoff. The Use of Faces to Represent Points in K-Dimensional Space Graphically //  Journal of the American Statistical Association 68 (342).   American Statistical Association, 1973. DOI:10.2307/2284077. с. 361–368.  Архивиран от оригинала на 2012-04-15.
- Bernhard Flury and Hans Riedwyl. Graphical Representation of Multivariate Data by Means of Asymmetrical Faces //  Journal of the American Statistical Association 76 (376).   American Statistical Association, December 1981. DOI:10.2307/2287565. с. 757 – 765.[неработеща препратка]

## Допълнителна информация
- „Лицево представяне на многомерни данни“, Дейвид Л. Хъф, Виджай Махаджан и Уилям С. Блек. Списание по маркетинг, бр. 45, бр. 4 (есен, 1981), с. 53 – 59. Публикуван от: Американска маркетингова асоциация
- "FACES-A FORTRAN програма за генериране на лица от тип Чернов на линеен принтер"[неработеща препратка] , Дани У. Търнър и Ф. Юджийн Тидмор. Американският статистик, бр. 34, бр. 3 (авг., 1980), с. 187 Публикуван от: Американска статистическа асоциация
- „Представяне на точки в многомерни пространства с дървета и замъци“[неработеща препратка], B. Kleiner и JA Hartigan. Списание на Американската статистическа асоциация, бр. 76, бр. 374 (юни, 1981), с. 260 – 269. Публикувано от Американската статистическа асоциация
- Gonick, L. и Smith, W. The Cartoon Guide to Statistics. Ню Йорк: Harper Perennial, стр. 212, 1993.
- Мориарити, С. (1979). „Предаване на финансова информация чрез многоизмерни графики“. Списание за счетоводни изследвания 17, 205 – 224.
- Stock, D. и Watson, C. (1984). „Точност на човешките преценки, многоизмерни графики и хора срещу модели“. Списание за счетоводни изследвания 22, 192 – 206.
- Визуализация на информация: Възприятие за дизайн (2004), Ware C.
- „Алгоритъмът за емпатична визуализация: преразгледани лица на Чернов“ (218)
- „Емпирична оценка на лица на Черноф, звездни глифове и пространствени визуализации за двоични данни“, Майкъл Д. Лий, Рейчъл Е. Райли, Маркъс Е. Бутавичус. ACM International Conference Proceeding Series; том 142, Сборник доклади от Азиатско-тихоокеанския симпозиум за визуализация на информация – том 24
- „Графично представяне на многомерни данни с помощта на лица на Чернов“, Raciborski 2009, The Stata Journal 9, номер 3, стр.374 – 387

## Външни връзки
- „Професор поставя лице върху представянето на бейзболните мениджъри“ ( The New York Times ; лица на Черноф, генерирани от данни за представянето на мениджъра)
- „Критика на лицата на Чернов“ Архив на оригинала от 2011-12-21 в Wayback Machine. – Робърт Косара, публикувана на 25 февруари 2007 г.
- Java визуализация
- Пример за градски условия на живот в Ел Ей
- Пример и код за статистическата софтуерна среда R
- Пример и код за Python с помощта на библиотеката matplotlib
- Пакет ChernoffFace за Python с помощта на библиотеката matplotlib
- Функция ChernoffFace за Wolfram Language (Mathematica) във Волфрамското хранилище на функции
- Примерен код Архив на оригинала от 2022-05-28 в Wayback Machine. за MATLAB, използващ Statistics and Machine Learning Toolbox[неработеща препратка] .
- „Картографиране на качеството на живот с лицата на Чернов“, Джоузеф Г. Спинели и Ю Джоу
- „SUGI 26: Бягство от равнина: преразгледани лица на Чернов“ (промяна на FACES за по-естетичен резултат)
- "Faces 2.0" Архив на оригинала от 2008-09-27 в Wayback Machine. (скрийнсейвър на Mac OS X, който генерира произволни лица на Чернов)
- NovoSpark Visualizer – усъвършенстван инструмент за визуализация, който позволява качествен анализ на многоизмерни данни чрез изследване на графично изображение.
- „Как да визуализираме данни с карикатурни лица ала Чернов“ (Flowing Data)
- Бейзболни лица – в Института за количествени социални науки към Харвардския университет

|  | Тази страница частично или изцяло представлява превод на страницата Chernoff face в Уикипедия на английски. Оригиналният текст, както и този превод, са защитени от Лиценза „Криейтив Комънс – Признание – Споделяне на споделеното“, а за съдържание, създадено преди юни 2009 година – от Лиценза за свободна документация на ГНУ. Прегледайте историята на редакциите на оригиналната страница, както и на преводната страница, за да видите списъка на съавторите. ВАЖНО: Този шаблон се отнася единствено до авторските права върху съдържанието на статията. Добавянето му не отменя изискването да се посочват конкретни източници на твърденията, които да бъдат благонадеждни. |